# Oleksiy Pecherov
Oleksiy Pecherov (nacido el 8 de diciembre de 1985 en Donetsk) es un jugador de baloncesto ucraniano que juega en el Al Shamal de la liga de Catar. Mide 2,11 y juega indistintamente de ala-pívot o de pívot puro.

## Trayectoria deportiva

### Europa
Comenzó jugando con 17 años con el Járkov-Polytekhnik Járkov ucraniano, de donde pasó al BC Kiev. Su primera aparición a nivel internacional fue en el Paris Basket Racing francés, con los que promedió 11,2 puntos y 6,3 rebotes por partido. Al año siguiente tuvo la oportunidad de ir a la NBA tras ser elegido en el draft en primera ronda, pero prefirió pasar un año más en su país.

### NBA
Fue elegido en la primera ronda del Draft de la NBA de 2006 por Washington Wizards, pero no fue hasta el 5 de julio de 2007 cuando firmó con el equipo capitalino. Durante la liga de verano de ese año promedió 15,2 puntos y 8,7 rebotes, lo que convenció a los dirigentes de los Wizards.
El 23 de junio de 2009, Pecherov fue traspasado a Minnesota Timberwolves junto con Etan Thomas, Darius Songaila y una primera ronda de draft a cambio de Randy Foye y Mike Miller.

### Vuelta a Europa
Tras pasar por el Olimpia Milano y el Azovmash Mariupol, en noviembre de 2013 ficha por un mes por Valencia Basket para suplir las lesiones que sufre el equipo.
El 22 de enero de 2014, firma con el Krasnye Krylia ruso para lo que resta de temporada 2013–14. He left them on May 6, 2014.
El 4 de febrero de 2015, se marcha al Kalev/Cramo de la Korvpalli Meistriliiga de Estonia.
El 28 de septiembre de 2015, Pecherov firma con Denver Nuggets. Pero el 24 de octubre es cortado por los Nuggets, sin llegar a debutar en encuentro oficial.
El 3 de febrero de 2016, firma con el Hekmeh de la Lebanese Basketball League del Líbano.

## Estadísticas de su carrera en la NBA

### Temporada regular
| Año     | Equipo     | PJ  | PT | MPP  | %TC  | %3P  | %TL  | RPP | APP | ROB | TPP | PPP |
| ------- | ---------- | --- | -- | ---- | ---- | ---- | ---- | --- | --- | --- | --- | --- |
| 2007–08 | Washington | 35  | 0  | 9.1  | .352 | .283 | .645 | 1.9 | .2  | .2  | .1  | 3.6 |
| 2008–09 | Washington | 32  | 0  | 8.7  | .386 | .326 | .828 | 2.4 | .1  | .2  | .1  | 3.6 |
| 2009-10 | Minnesota  | 44  | 5  | 10.2 | .410 | .296 | .906 | 2.8 | .3  | .2  | .2  | 4.5 |
| Total   | Total      | 111 | 5  | 9.4  | .386 | .290 | .793 | 2.4 | .2  | .2  | .2  | 3.9 |

### Playoffs
| Año     | Equipo     | PJ | PT | MPP | %TC  | %3P  | %TL   | RPP | APP | ROB | TPP | PPP |
| ------- | ---------- | -- | -- | --- | ---- | ---- | ----- | --- | --- | --- | --- | --- |
| 2007–08 | Washington | 3  | 0  | 2.7 | .000 | .000 | 1.000 | .3  | .0  | .3  | .3  | .7  |
| Total   | Total      | 3  | 0  | 2.7 | .000 | .000 | 1.000 | .3  | .0  | .3  | .3  | .7  |